# Winifred Holtby Memorial Prize
Le Winifred Holtby Memorial Prize est un prix littéraire décerné de 1967 à 2003 par la Royal Society of Literature pour le meilleur roman régional de l'année. Il tient son nom de la romancière Winifred Holtby dont on se souvient pour ses romans situés dans les paysages ruraux de son enfance. En 2003, ce prix a été remplacé par le prix Ondaatje.
| Année | Lauréat                | Titre                              |
| ----- | ---------------------- | ---------------------------------- |
| 2002  | Alexandra Fuller       | Don't Let's Go to the Dogs Tonight |
| 2001  | Anna Burns             | No Bones                           |
| 2000  | Donna Morrissey        | Kit's Law                          |
| 1999  | Andrew O'Hagan         | Le Crépuscule des pères (en)       |
| 1998  | Giles Foden            | Le Dernier Roi d'Écosse            |
| 1997  | Eden Robinson (en)     | Traplines                          |
| 1996  | Rohinton Mistry        | L'Équilibre du monde               |
| 1995  | Paul Watkins           | Archangel                          |
| 1994  | Jim Crace              | Signals of Distress                |
| 1993  | Carl McDougall         | The Lights Below                   |
| 1992  | Adam Thorpe            | Ulverton                           |
| 1991  | Elspeth Barker (en)    | O Caledonia                        |
| 1990  | Nino Ricci (en)        | Lives of the Saints (en)           |
| 1989  | Hilary Mantel          | Fludd (en)                         |
| 1988  | Shusha Guppy (en)      | The Blindfold Horse                |
| 1986  | Maggie Hemingway       | The Bridge                         |
| 1984  | Balraj Khanna          | A Nation of Fools                  |
| 1983  | Graham Swift           | Le Pays des eaux                   |
| 1982  | Kazuo Ishiguro         | Lumière pâle sur les collines      |
| 1981  | Alan Judd              | A Breed of Heroes (en)             |
| 1980  | Elsa Joubert           | Poppie                             |
| 1978  | Richard Herley         | The Stone Arrow                    |
| 1977  | Anita Desai            | Fire on the Mountain               |
| 1976  | Eugene McCabe          | Victims                            |
| 1975  | Jane Gardam            | Black Faces, White Faces           |
| 1974  | Graham King            | The Pandora Valley                 |
| 1973  | Ronald Harwood         | Articles of Faith                  |
| 1973  | Peter Tinniswood (en)  | I Didn't Know You Cared (en)       |
| 1971  | John Stewart           | Last Cool Days                     |
| 1970  | Shiva Naipaul          | Fireflies                          |
| 1969  | Ian McDonald           | The Humming-Bird Tree              |
| 1968  | Catherine Cookson (en) | The Round Tower                    |
| 1967  | David Bean             | The Big Meeting                    |